# Swashbuckle

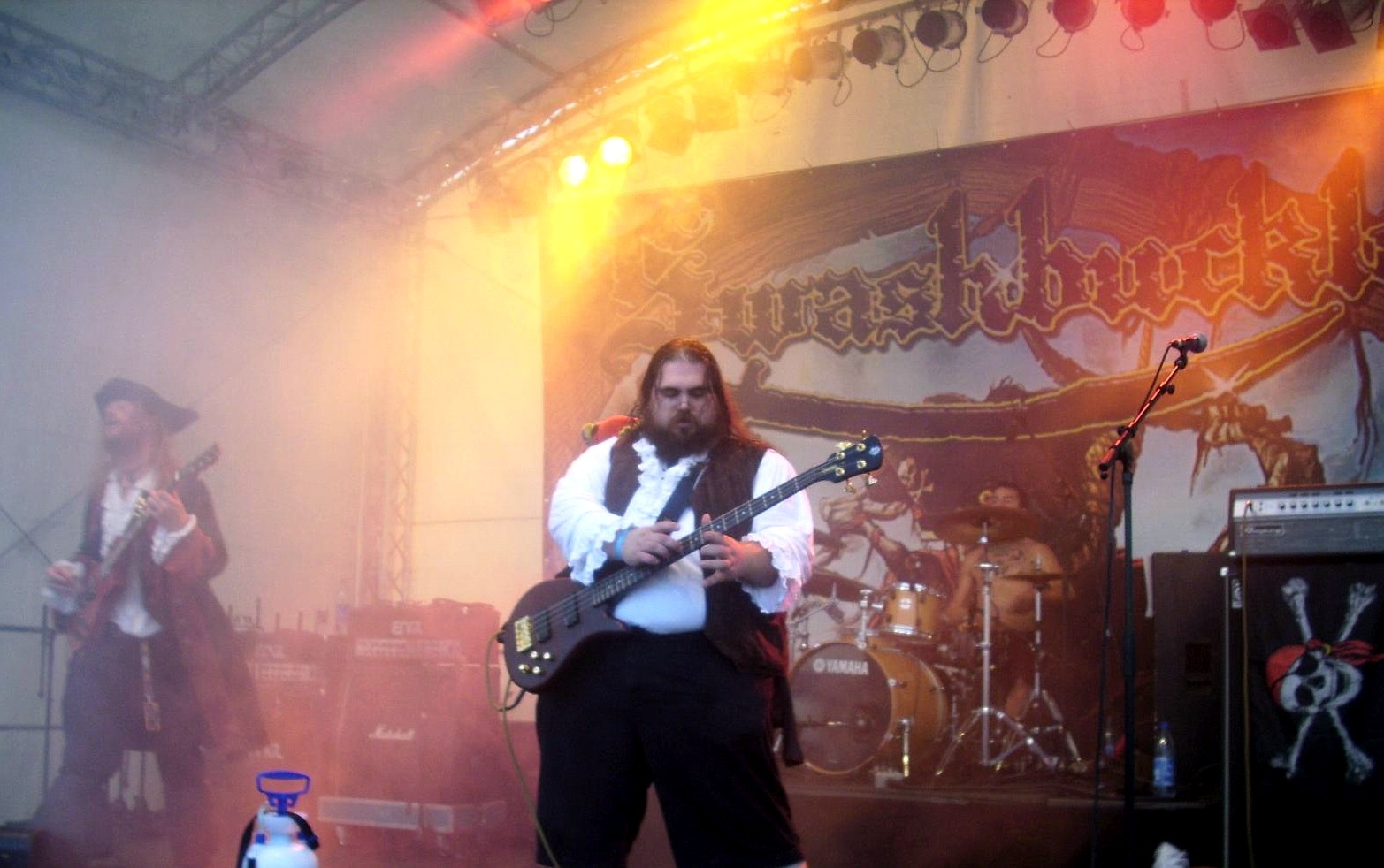
Swashbuckle in 2009

Swashbuckle is een Amerikaanse piratenmetalband uit New Jersey sinds 2005. De band neigt naar thrashmetal. De nummers bevatten invloeden van matrozenliederen en de songteksten gaan uitsluitend over piratenthema's. De bandleden kleden zich ook als piraten.

## Discografie

### Demo's, singles & ep's
- Demo (2005)
- Yo Ho Demo (2005)
- Romulus/Cruise Ship Terror - split (2009)
- Cruise Ship Terror - single (2009)
- We Hate the Sea - ep (2014)
- Good Friends in Wet Places - single (2015)

### Studioalbums
- Crewed by the Damned (2006)
- Back to the Noose (2009)
- Crime Always Pays (2010)

## Bandleden
- Admiral Nobeard (Patrick Henry) – vocals & basgitaar (2005-heden)
- Commodore Redrum (Justin Greczyn) – gitaar & keyboard (2005-heden)
- Legendary Pirate King Eric "The" Brown (Eric W. Brown) - drums (2011-heden)

Ex-leden
- Cabinboy Arswhipe - keyboards
- Captain Crashride – drums (2005-2010)
- Rowin' Joe Po – gitaar (2005-2006)
- Bootsman Collins - drums (2010-2011)